# Indus (Spiel)
Indus ist ein 2004 bei Queen Games erschienenes Spiel von Wolfgang Panning mit Grafiken von Hans-Jörg Brehm. Jeder Spieler versucht mit seinem Forscherteam möglichst wertvolle Ausgrabungsstücke zu bergen, indem er mit seinen Forschern die Mehrheit auf einem Areal erreicht.

## Inhalt
- 64 Spielsteine (Forscher), je 16 in den Farben blau, gelb, grün und rot mit entsprechenden Aufklebern für
  - 3 Professoren
  - 5 Assistenten
  - 8 Arbeiter
- 7 große Spielplanteile
- 7 kleine Spielplanteile
- 8 Rahmenteile
- 83 Fundstücke:
  - 21× Wert 1
  - 21× Wert 2
  - 14× Wert 3
  - 7× Wert 4
  - 7× Wert 5
  - 7× Wert 6
  - 4× Wert 8
  - 1× Wert 10
  - 1× Wert 12
- 1 Würfel
- 1 Spielanleitung (6 DIN-A4 Seiten) in Deutsch, Französisch und Niederländisch
- 1 Kurzspielregel (DIN-A5-Blatt)

## Beschreibung
Aus den Rahmenteilen, einem kleinen Spielplanteil und 4 dazu passenden großen Spielplanteilen wird für jedes Spiel ein individuelles Spielfeld zusammengestellt. Auf dem Spielplan sind Wege, Kanäle, Stadtmauern, Gräber und Gebäuderuinen erkennbar. Der Spielplan ist in 6 × 6 Quadrate unterteilt. Je nach Anzahl der Mitspieler erhalten die Spieler unterschiedlich viele Forscher, bei 2 Spielern erhält jeder Spieler Forscher in 2 Farben.
Zu Beginn seines Zuges platziert der Spieler einen Forscher auf einem Randfeld und würfelt. Dabei darf er den Würfelwurf 1× für einen Assistenten und 2× für einen Professor wiederholen. Der letzte Wurf zählt und je nachdem wie oft gewürfelt wurde, muss ein Forscher um die gewürfelte Augenzahl vom Rand auf das Spielfeld versetzt werden. Dabei dürfen mehrere Forscher auf einem Feld stehen, gelingt es aber einem Spieler 2 Figuren auf einem Feld zu platzieren, erhält er die dort befindlichen Figuren der anderen Spieler als Gefangene und dafür Fundstücke. Zudem sichert er sich das Feld bis zum Ende des Spieles. Wenn alle Forscher auf diese Weise eingesetzt wurden, werden die entsprechenden Areale gewertet. Der Spieler mit den meisten Forschern auf einem Gebäude erhält das höherwertige Fundstück, der Spieler mit den zweitmeisten Forschern das andere Fundstück. Befinden sich nur Forscher eines Spielers auf dem Gebäude erhält er beide Fundstücke. Bei der Gebäudewertung zählen alle Forscher in dem entsprechenden Gebäude. Im Gegensatz dazu zählen bei den anderen Ausgrabungsstätten nur die, die als letzte auf ein Feld gesetzt wurden. Gewinner des Spieles ist der Spieler mit den meisten Punkten.

## Einsatz bei Meisterschaften
Indus wurde 2004 im Finale der Deutschen Mannschaftsmeisterschaft im Brettspiel gespielt.